# Karl Friedrich von Holtzendorff

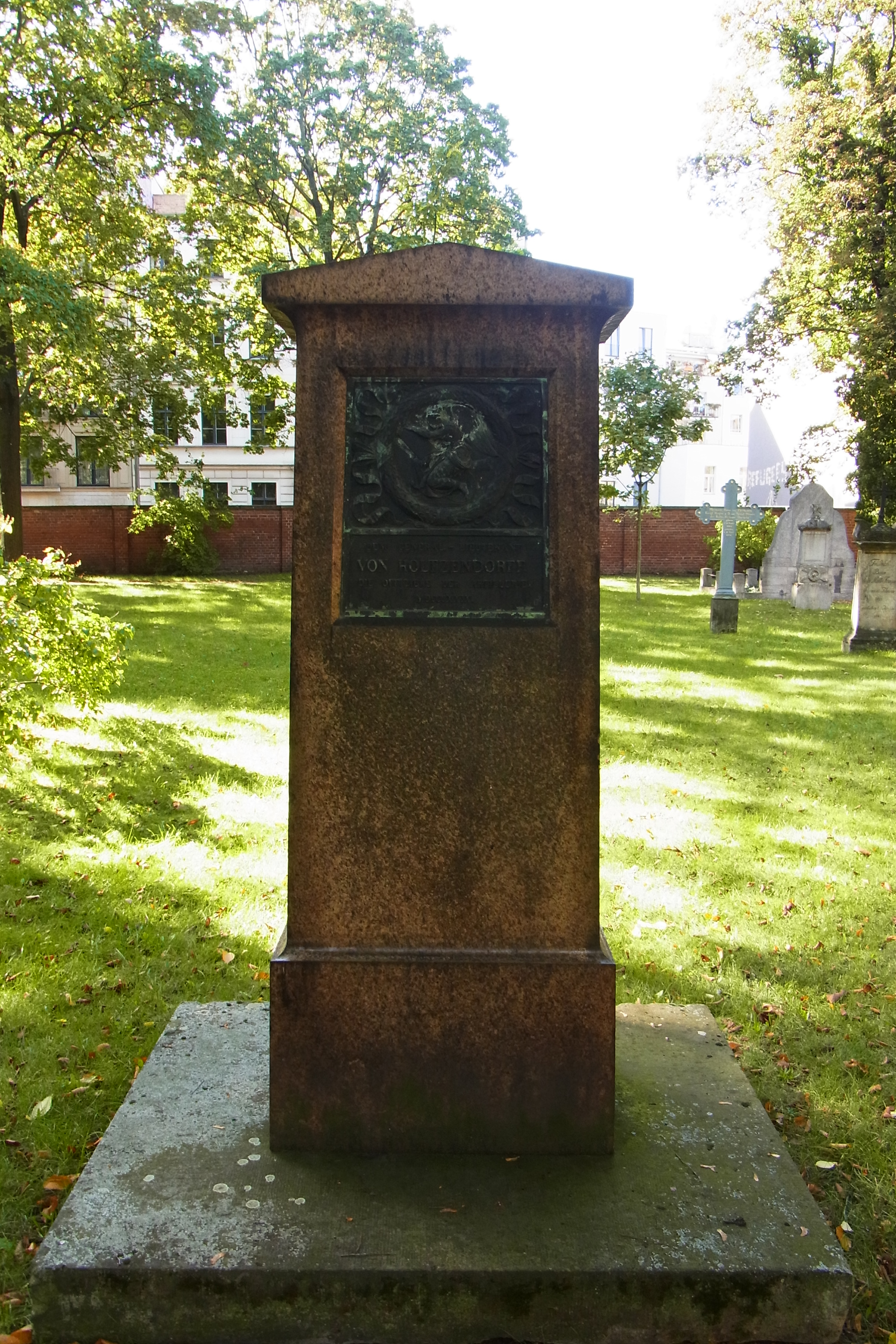
Grabstein von Holtzendorffs auf dem Alten Garnisonfriedhof

Karl Friedrich Holtzendorff, ab 1767 von Holtzendorff, (* 17. August 1764 in Berlin; † 29. September 1828 ebenda) war ein preußischer Generalleutnant.

## Leben

### Herkunft
Karl Friedrich war der Sohn des 1767 in den erblichen preußischen Adelsstand erhobenen Georg Ernst von Holtzendorff und dessen Frau Dorothea, geborene Röber (1727–1779).

### Militärkarriere
Nach seiner Erziehung im elterlichen Hause, u. a. durch August Friedrich Wilhelm Crome, trat Holtzendorff am 11. März 1778 in das Feldartilleriekorps der Preußischen Armee ein. Sein erstes Gefecht war bei Trautenau im Bayerischen Erbfolgekrieg. 1781 wurde er Sekondeleutnant im 1. Fuss-Artillerie-Regiment und 1787 zur reitenden Artillerie versetzt. 1790 verlieh ihm König Friedrich Wilhelm II. eine Präbende des Domkapitels von Cammin.
Während der zweiten Polnischen Teilung wurde Holtzendorff nach 1794 nach Polen geschickt und nach dem Gefecht von Wawriczow am 26. August 1794 mit den Orden Pour le Mérite ausgezeichnet. 1797 stieg er zum Premierleutnant und 1798 zum Stabskapitän auf. 1805 wurde er nach Hildesheim verlegt. Im Feldzug von 1806 wurde er bei Halle (Saale) verwundet und kam nach der Genesung mit 180 Artilleristen nach Danzig. Dort wurde er Kommandant auf dem Hagelsberg, avancierte zum Major und nahm an der Verteidigung Danzigs teil.
1809 wurde er zum Kommandeur der reitenden Gardeartillerie und im Oktober Brigadier der gesamten reitenden Artillerie. 1813 wurde er von Breslau nach Kolberg versetzt und Kommandeur der Artillerie im Korps des Generals von Bülow. Im Gefecht bei Möckern erwarb er sich das Eiserne Kreuz II. Klasse. Nach dem Waffenstillstand erfolgte seine Beförderung zum Oberstleutnant und für sein Wirken in der Schlacht bei Großbeeren erhielt Holtzendorff das Eiserne Kreuz I. Klasse. In der nachfolgenden Schlacht bei Dennewitz führte er die Artillerie hervorragend und wurde zum Generalmajor befördert.
In der Schlacht von Ligny kurz vor Waterloo wurde er verwundet und am 2. Oktober 1815 mit dem Eichenlaub zum Pour le Mérite ausgezeichnet. Ab 1816 war er Kommandeur sämtlicher Artillerie in Frankreich und wurde mit dem Roten Adlerorden II. Klasse ausgezeichnet. Nach dem Friedensschluss wurde Holtzendorff Brigadechef der Gardeartillerie und der 2. und 3. Feldartilleriebrigade. Im Jahre 1818 erfolgte seine Beförderung zum Generalleutnant. Im Jahre 1820 wurde er Chef der 2. Division in Danzig. 1825 erhielt er den Roten Adlerorden I. Klasse mit Eichenlaub und wurde Generalinspekteur des Militärerziehungs- und Bildungswesens der Armee.

### Familie
Holtzendorff war seit 11. Oktober 1791 mit Charlotte Leopoldine Wilhelmine, geborene von Boyen (1769–1848) verheiratet. Aus der Ehe gingen sieben Kinder hervor:
- Eustasie (1792–1853) ⚭ Leopold von Puttkamer (1797–1868), preußischer General der Infanterie
- Juliane Friederike Aurora Edilie (* 1794)
- Karl Wilhelm Ernst (* 1795)
- Friedrich Julius (*/† 1797)
- Agnes (1798–1835) ⚭ Karl von Pritzelwitz, Hofmarschall der Prinzen Friedrich von Preußen
- Johannette (1801–1874) ⚭ Ferdinand von Carlowitz (1788–1832), preußischer Major
- Hermine (1805–1854) ⚭ Leopold von Puttkamer (1797–1868), preußischer General der Infanterie